# 6532 Scarfe
A 6532 Scarfe (ideiglenes jelöléssel 1995 AC) a Naprendszer kisbolygóövében található aszteroida. David D. Balam fedezte fel 1995. január 4-én.